# Национальная библиотека Кот-д’Ивуара
Национальная библиотека Кот-д'Ивуара ( фр. Bibliothèque Nationale de Côte d'Ivoire   ) находится в Абиджане, Кот-д'Ивуар .  Библиотека располагается в районе  Le Plateau  между Музеем цивилизаций и Министерством обороны (Кот-д'Ивуар).
Библиотека  была закрыта в 2006 году из-за отсутствия финансирования, но с февраля 2008 года работает новая команда под руководством Шанталь Аджиман, цель которой - восстановить и обновить данный социально-культурный институт.
По состоянию на октябрь 2009 года 85% здания все еще закрыто. Единственный доступный раздел - Детский отдел, который открылся еще в 2008 году благодаря корпорации Mitsubishi (стоимость: 31 492 000 франков КФА )
В 2020 в период пандемии национальная библиотека прекратила обслуживание читателей в связи с опасностью распространения  COVID-19 .

## История
Библиотека  происходит из ивуарийского раздела документации Фундаментального института Черной Африки  (IFAN ), который также является колониальным исследовательским институтом в области этносоциологии, антропологии,  истории первобытного общества т. Д.  .
В 1960 году ивуарийский отдел документации IFAN стал CND (Национальный центр документации). Шесть лет спустя CND становится нынешней национальной библиотекой Кот-д'Ивуара.
10 сентября 1971 года  Указом президента Кот-д'Ивуара Феликса Уфу-Буаньи  создана Национальная библиотека Кот-д'Ивуара. 
В январе 1974 года  Феликс Уфуэ-Буаньи также откроет здание, в котором находится библиотека, построенная на пожертвования канадского правительства . Библиотека находится в подчинении у Кабинета Министров культуры и Ивуарийской франкофонии и возглавляется директором в ранге директора центральной администрации. С 7 февраля 2008 года Шанталь Аджиман, урожденная Нандо, была директором этой исторической структуры, сменив Амбруаза Агнеро Акпа .
Бывший генеральный директор Национальной библиотеки Кот-д‘Ивуара, ныне пенсионер г-жа Кетти Лигер-Лобуэ являлась представитель Кот-д‘Ивуара в ЮНЕСКО.

## Миссии
Приказ № 060 / MCF / CAB от 23 января 2017 г., касающийся атрибуции, организации и функционирования Национальной библиотеки Кот-д'Ивуара, определяет следующие задачи по развитию и продвижению общественного чтения:
- собирать, хранить и распространять всю национальную печатную продукцию;
- собирать, каталогизировать, сохранять и обогащать национальное наследие во всех областях знаний;
- создать национальный центр документации и предоставлять читателям и исследователям такую разнообразную и полную документацию;
- создать общий библиографический информационный центр по всем библиотечным фондам страны и опубликовать национальную библиографию на основе обязательного экземпляра.
- служить в качестве поддержки для координации действий по развитию библиотек, которым доверены службы публикации;
- обеспечить доступ к наибольшему количеству коллекций с соблюдением секретных материалов, охраняемых законом, на условиях, соответствующих законодательству об интеллектуальной собственности и совместимых с сохранением этих коллекций;
- проводить исследовательские программы в отношении наследия, за которое она отвечает, особенно в библиотечном деле;
- сотрудничать с другими национальными или зарубежными библиотеками и центрами исследований и документации, в частности, в рамках документальных сетей;
- участвовать в рамках политики, определенной государством, в объединении документальных ресурсов ивуарийских библиотек;
- разрешить удаленную консультацию работ.

## Структура

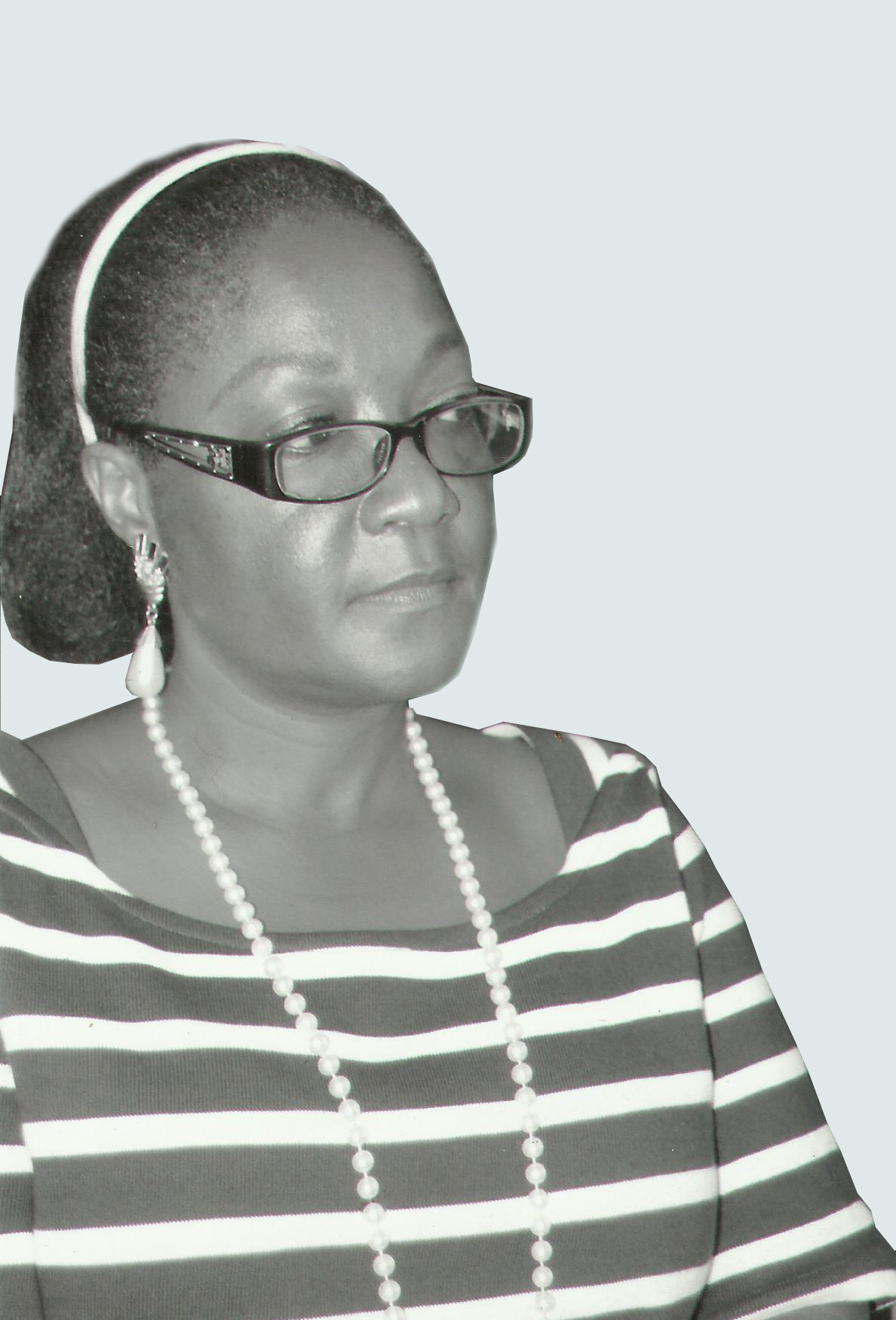
Шанталь Аджиман Нандо, директор Национальной библиотеки Кот-д'Ивуара, 2017.

### Дирекция
Национальную библиотеку Кот-д'Ивуара возглавляет директор, назначаемый постановлением Совета министров по предложению министра, отвечающего за культуру  . Директор имеет звание директора центрального аппарата.
Директор библиотеки несет ответственность за обеспечение надлежащего функционирования учреждения и выполнение различных задач службы. На основании этого мандата он направляет, контролирует и координирует деятельность библиотеки. Поэтому он вместе с различными службами устанавливает программы деятельности на год и представляет отчет министру культуры. Кроме того, он составляет и исполняет бюджет в соответствии с действующими правилами.
Кроме того, миссия директора состоит в том, чтобы инициировать политику развития кадрового потенциала и поощрять партнерство с другими библиотеками.
При Дирекции действуют отдел бухгалтерии и отдел коммуникаций. Руководители этих офисов назначаются решением директора BNCI .

### Бухгалтерия
Бухгалтерский отдел готовит и  управляет операционным бюджетом библиотеки. Эта служба размещает заказы на документальные и материальные ресурсы от поставщиков, утвержденных государством Кот-д'Ивуар. Он также управляет арендой помещений BNCI и поддержанием материальных ресурсов.

### Отдел коммуникаций
Отдел коммуникации, партнерства и архивов обеспечивает институциональную связь для BNCI. Он способствует популяризации имиджа  структуры и деятельности библиотеки. Он также отвечает за внутренние коммуникации внутри библиотеки. Это обеспечивает выполнение обязательств различных партнеров в рамках подписанных с ними соглашений. Как следует из названия, Отдел коммуникаций, партнерства и архивов хранит архивы BNCI, а именно файлы агентов, отчеты о деятельности и отчеты о встречах.

## Службы библиотеки
Национальная библиотека включает два отдела: Служба сохранения и управления коллекциями и Служба распространения и обслуживания населения. Их возглавляют руководители служб, назначаемые приказом министра культуры по предложению директора BNCI
- Департамент сохранения и управления коллекциями;
- Департамент распространения и государственной службы
эта услуга включает:

### Литературный раздел
- Пространство эпоса, чтобы продвигать устную традицию через сеансы повествования, изучения родных языков и т. Д.;
- Читальный зал для индивидуального чтения;
- мастерская   развивающих игр и приобщения к литературному творчеству;
- Место для малышей от 1 до 3 лет  [9].

### Аудиовизуальный раздел
- Компьютерное пространство для инициирования и ознакомления детей с информационным поиском (база данных BNCI и Интернет );
- Проекционное пространство, чтобы собрать вместе детей вокруг аудиовизуальных произведений и дать им возможность выразить себя и обсудить;
- Служба для родителей, предлагающая доступ в Интернет, аудиовизуальные просмотры и консультации на месте для родителей, которые сопровождают детей и ждут окончания мероприятий [9] .

### Абонемент
Миссия Абонемента, также называемого ссудной библиотекой, заключается в содействии общественному чтению. Он открыт для взрослых и юных читателей от 14 лет.
Отдел предлагает читателям:
- романы, стихи, рассказы и драматическая литература. Помимо ивуарийских произведений, документальный фонд охватывает регионы Африки, Европы, Америки и Азии;
- культурную программу по продвижению искусства и литературы через выставки, конференции, специальные семинары, посвящения.

В сотрудничестве с детской библиотекой абонемент также предлагает:
- введение в национальные языки;
- членство в группах чтения;
- встречи с авторами;
- анимация вокруг книги.

## Проект  "Женщины и чтение"
Операция «Женщины и чтение» - это мероприятие национальной библиотеки, целью которого является предоставление книги женщинам в парикмахерских в Кот-д'Ивуаре  . Эта инициатива была официально запущена в субботу 30 июня 2012 года  в Кокоди, одном из муниципалитетов Абиджана.

## Пожертвования
Помимо собственных приобретений, BNCI также получает пожертвования от других библиотек, как это было в случае пожертвования 20 000 детских книг от Национальной библиотеки Франции BNF в мае 2016.

## Связи с Россией
Тамара Васильевна Айе - жена Ф. Айе работала заведующей библиографическим отделом Национальной библиотеки Кот-д‘Ивуара, выпускница географического факультета Московского областного педагогического института.